# Winter-Asienspiele 2029
Die 10. Winter-Asienspiele (arabisch دورة الألعاب الآسيوية الشتوية 2029), sollen 2029 in Trojena in Neom, Saudi-Arabien, stattfinden.

## Geschichte
Trojena wurde bei der 41. OCA-Generalversammlung am 4. Oktober 2022 in Phnom Penh, Kambodscha, zur Gastgeberstadt gewählt. Dies werden die ersten asiatischen Winterspiele sein, die in Saudi-Arabien sowie auf der Arabischen Halbinsel stattfinden.